# 張羽煮海

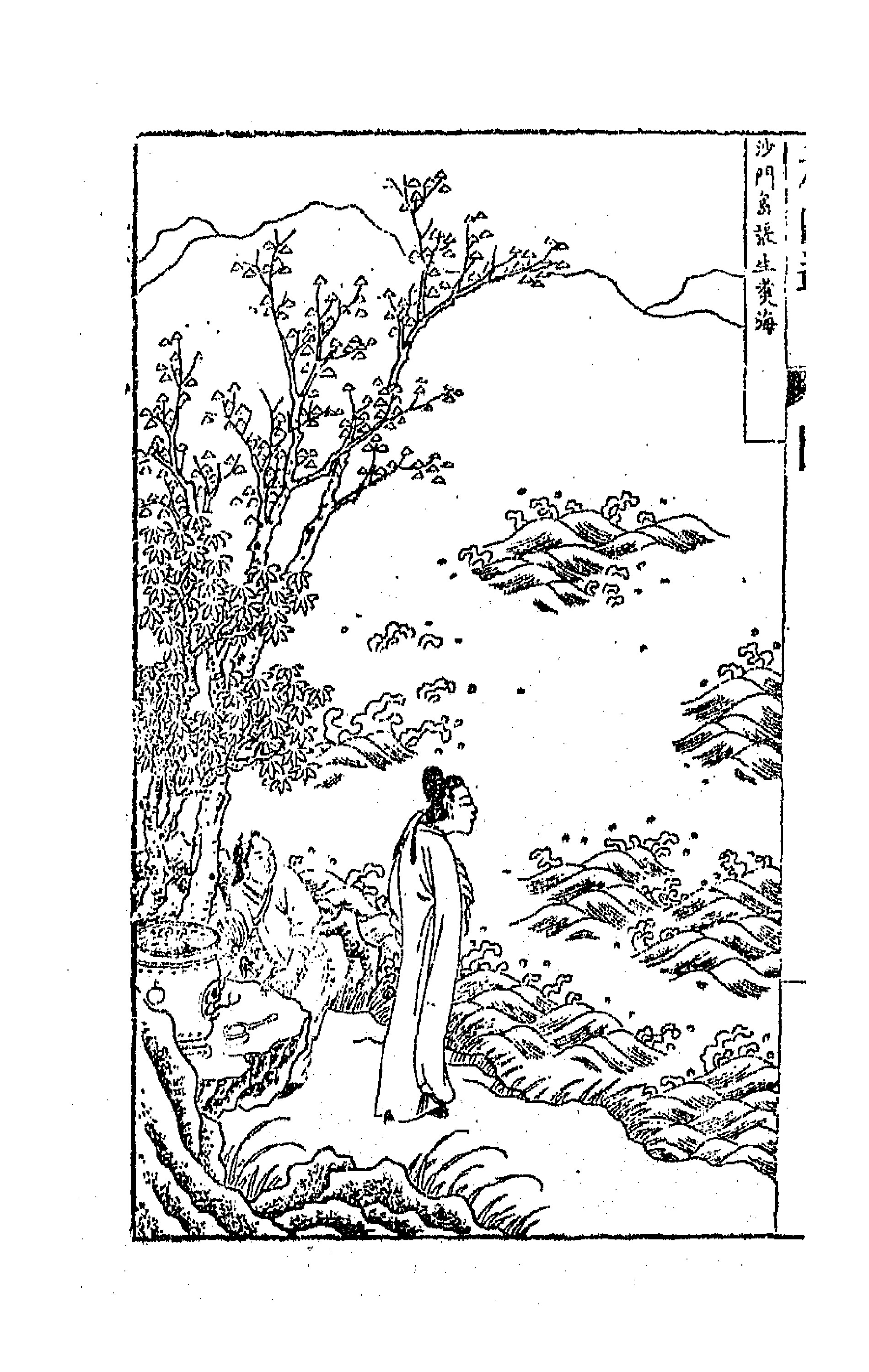
張生煮海

張生煮海，也作張羽煮海，神話劇，元朝李好古所撰雜劇名，寫潮州青年張羽，與東海龍王之三女瓊蓮相戀，相約在中秋在沙門島成婚。但由於龍王反對，放水淹島，張生得仙女之助，煮沸海水，龍王乃許其婚事。

## 相關記載
南朝劉宋范晔《後漢書·方術傳》載「方士徐登能禁溪水不流」
唐朝柳宗元《龍城錄》載「扶風馬孺子，戲郊亭上，有亭女墮地，少年光豔，孺子悅之，女稱天帝謫我下凡七日，因化為龍而去。」
清朝董康《曲海總目提要》云：「事出小說，在疑信之間。」
民國羅錦堂《現存元人雜劇考》云：「按張生煮海劇，亦本唐人《柳毅傳》脫出。」

## 改編
明末清初李漁《蜃中樓》改編自《柳毅傳書》與《張生煮海》
在乐正绫原创古风环保歌曲《江南赤潮》中曾提到“下陈张生煮海之惨沸”

## 相關書籍
- 《曲海總目提要》
- 羅錦堂《現存元人雜劇考》
- 《後漢書·方術傳》
- 柳宗元《龍城錄》